# SABIO-Reaction Kinetics Database
SABIO-RK (System for the Analysis of Biochemical Pathways – Reaction Kinetics)  ist eine web-zugängliche Datenbank, welche umfassende Informationen über biochemische Reaktionen und ihre kinetischen Eigenschaften speichert.
Im Gegensatz zu anderen Datenbanken, welche entweder als Enzymdatenbank (BRENDA) oder Proteindatenbank (UniProt) oder Modelldatenbank (BioModels, JWS Online) angelegt sind, repräsentiert SABIO-RK eine Reaktions-orientierte Datenbank mit quantitativen Informationen zur Reaktionsdynamik.
Die Dynamik biochemischer Reaktionen ist von zentraler Bedeutung in Biologie und Medizin für das Verständnis zellulärer Vorgänge und bei der Entwicklung von Medikamenten. Die experimentell erhaltenen Daten zur quantitativen Beschreibung von Reaktionsdynamik und Enzymkinetik werden manuell aus der Literatur extrahiert und in standardisierter Form in SABIO-RK gespeichert. Der Inhalt der Datenbank umfasst kinetische Parameter in Bezug auf biochemische Reaktionen und ihre biologischen Quellen. Darüber hinaus werden kinetische Geschwindigkeitsraten von Enzymen und die entsprechenden Gleichungen sowie die zugehörigen experimentellen Bedingungen gespeichert. Alle Daten werden von biologischen Experten manuell kuratiert und kommentiert, unterstützt durch automatisierte Konsistenzprüfungen. Auf SABIO-RK kann über web-basierte Benutzeroberflächen oder automatisch über Web Services zugegriffen werden. Beide Schnittstellen unterstützen den Export der Daten zusammen mit entsprechenden Annotationen in SBML (Systems Biology Markup Language), beispielsweise für den Import in Modellierungs-Werkzeugen. SABIO-RK wird am Heidelberger Institut für Theoretische Studien (HITS) gepflegt und weiter entwickelt.
Gegenwärtig sind in SABIO-RK etwa 71.000 einzelne kinetische Datensätze gespeichert, welche aus über 7.300 Publikationen stammen (Stand Oktober 2021). Annotationen erfolgen zu einer Reihe weiterer Datenbanken, darunter KEGG, ChEBI, PubChem, UniProt, NCBI, Reactome, BRENDA, MetaCyc, BioModels, und PubMed.

## Zugang zu SABIO-RK
Für akademische und nicht-kommerzielle Nutzer ist die Nutzung von SABIO-RK kostenlos. Kommerzielle Nutzer benötigen eine Lizenz.
Die gespeicherten Daten sind auf verschiedenen Wegen abrufbar:
- Web-basiert (Browser): die Datenbank lässt sich mit verschiedenen Kriterien nach kinetischen Daten durchsuchen. Zu diesen Kriterien zählen u. a. die Suche nach Substraten, Produkten, Coenzymen, Inhibitoren, Enzymnamen, EC-Nummern, Geweben, Organismen, Publikationen, kinetischen Parametertypen, zellulärer Lokalisationen oder Stoffwechselwegen.
- Daneben werden Webservices zur Verfügung gestellt, welche die kinetischen Informationen auf automatisierte Anfrage weiterleiten (REST-konforme Schnittstellen).